# 小磯勝弥
小磯 勝弥（こいそ かつや、1972年〈昭和47年〉5月27日 - ）は、日本の俳優。埼玉県川越市出身。アールジュー所属。

## 略歴
2歳半の頃、人見知り解消のために児童劇団「東京宝映」に入団。
その後、大正製薬の「ヴイックスヴェポラッブ」のCMでデビュー。子役として1981年にドラマ「愛の滑走路'81」（TBS系）や「ふたりでひとり」（NHK）などに出演。
1985年（中学1年生）、ビートたけしのエッセイを基にしたドラマ『たけしくん、ハイ!』（NHK・銀河テレビ小説枠）で主人公のたけしを演じる。同作は高視聴率を記録し、翌1986年（中学2年生）の続編でもたけし役を演じてヒットした。
日本大学豊山高等学校を経て、日本大学藝術学部映画学科演技コース卒業。
1998年、劇団「Ben-Croft」を結成し、代表を務める。

## 人物
- 特技はサッカー。
- ドラマ「たけしくん、ハイ！」は、ビートたけしに似た子役（小磯）がたけしを演じたことも話題になった[1]。[注釈 1]。子役として活動していた当時は特に有名になりたかったわけではなく、私生活で周りから注目されるのは嫌だったという[2]。通っていた中学校では周りが皆普通に接してくれたため、楽しい学校生活を送れた[2]。
- 高校進学後も細々と俳優活動を継続[1]。10代の頃は、「撮影現場はいつも楽しかったが、俳優の仕事がない時は収入が厳しかったので社会人になったら普通に生活をしていくのは難しいな。大人になったら辞めるんだろうな」と思っていたという[1]。高校2年生の頃、サッカー部の教師から日大芸術学部の存在を知り、「面接の試験時間が短くていいな」という安易な動機から、映画学科演技コースへの進学を決めた[3]。
- 大学進学後、同級生たちが演技に熱い思いを抱いていたことに感化され、演じることの魅力に気付いた[3]。大学時代に北野武（ビートたけし）監督の映画「あの夏、いちばん静かな海。」に出演[2]。
- 大学卒業後、様々なアルバイトをしながら役者を継続[3]。その後中古ゴルフショップの店員をしたがある時人員削減に遭い、友人の紹介で2002年からは不動産広告の文字校正者を本業として俳優活動もしている[3]。
- 2019年3月（46歳）、18歳年下の女優・関メリッサ（本名：小磯理紗となった）と結婚し、2021年10月18日に妻が第一子男児を出産し父親になる[4]。入籍時は、先述の「たけしくん、ハイ！」で母親役だった木の実ナナが婚姻届の証人となった[4]。2021年に購入した川崎市の中古の一戸建てで家族で暮らしている[4]。

## 出演

### 映画
- ユッコの贈り物 コスモスのように（1982年10月23日、共同映画） - 鹿村知道 役
- あの夏、いちばん静かな海。（1991年10月19日、東宝） - サッカー少年 役
- あの、夏の日 -とんでろ じいちゃん-（1999年7月3日、東映） - 魚谷の多吉 役
- 淀川長治物語 神戸篇 サイナラ（2000年9月30日、PSC）
- 陰陽師II（2003年10月4日、東宝） - 幻角の信者 役
- チキン☆デカ（国産）（2004年3月、携帯向けショートムービー） - ソフトクリーム男 役
- 理由（2004年12月18日、アスミック・エース） - 警察官 役
- 県庁の星（2006年2月25日、東宝） - 工藤浩之 役
- 都市霊伝説 幽子（2011年9月17日、ムービープラネット） - 本橋政男 役
- この空の花 長岡花火物語（2012年4月7日、PSC / TMエンタテインメント）
- 野のなななのか（2014年5月17日、PSC / TMエンタテインメント） - 中西安志 役

### テレビドラマ
- 同心暁蘭之介 第43話（1982年9月2日、フジテレビ）
- 宇宙刑事シャリバン（1983年3月4日 - 1984年2月24日、テレビ朝日） - 鈴木明 役
- みちしるべ（1983年3月12日、NHK総合） - 矢野宣 役
- たけしくん、ハイ!（1985年7月15日 - 8月2日、NHK総合） - 主演・西野たけし 役
  - 続・たけしくん、ハイ!（1986年7月21日 - 8月8日）
- 大河ドラマ（NHK総合）
  - 春日局（1989年） - 豊臣秀頼（少年期） 役
  - 新選組!（2004年）
  - 西郷どん（2018年） - 瓦版売り 役
- 李君の明日（1990年5月3日、NHK総合）
- 土曜ドラマ（NHK総合)
  - 新十津川物語（1992年） - 野田光一 役
- 女弁護士 朝吹里矢子13（1992年12月26日、テレビ朝日） - 碓氷正一 役
- 乳の虎〜良寛ひとり遊び〜（1993年1月1日、NHK総合） - 山本栄蔵（出家前の良寛） 役
- 包丁いっぽん（1993年、NHK総合）
- 連続テレビ小説（NHK総合）
  - かりん（1993年） - 関屋文雄 役
  - あぐり（1997年） - 小川安吉 役
- ドラマ新銀河（NHK総合）
  - 母の出発（1995年）- 遠山学 役
- 新・半七捕物帳 第6話「女行者」（1997年、NHK総合）- 久次郎 役（小磯勝哉と表記）
- はみだし刑事情熱系 PART2 第21話（1998年3月11日、テレビ朝日）- 吉川悟 役
- 茂七の事件簿 ふしぎ草紙 第8話「だるま猫」（2001年8月31日、NHK総合） - 文次 役
- 温泉名物女将!湯の町事件簿3（2003年1月24日、フジテレビ） - 奈良橋幸太 役
- 元カレ（2003年、TBS）
- 家裁判事 伊奈守草介の事件日誌（2004年5月21日、フジテレビ）
- anego[アネゴ] 第8話（2005年、日本テレビ） - たかぽん 役
- Good Job〜グッジョブ（2007年、NHK総合）- 山本・小久保と話す社員 役
- 松本清張生誕100年特別企画・黒の奔流（2009年3月4日、テレビ東京）
- 君たちに明日はない 第1 - 3話（2010年1月16日 - 30日、NHK総合） - 和久井 役
- 相棒 season8 第15話（2010年2月10日、テレビ朝日） - 平林政一 役
- トラブルマン（2010年、テレビ東京）
- 刑事・鳴沢了2〜偽りの聖母〜（2011年5月20日、フジテレビ） - 三宅直也 役
- しあわせ色の花火（2011年8月13日、BS-TBS） - 山下栄二 役
- 真珠湾からの帰還〜軍神と捕虜第一号〜（2011年12月10日、NHK総合） - 松井 役
- 作家探偵・山村美紗2（2012年12月19日、テレビ東京） - 橋口宗雄 役
- 湯けむりドクター華岡万里子の温泉事件簿7（2013年3月13日、テレビ東京） - 貴島刑事 役
- 家庭教師が解く!（2013年5月20日、TBS）
  - 家庭教師が解く!2（2014年11月10日）- 河本 役
- 捜査検事・近松茂道14（2013年11月27日、テレビ東京） - 金本靖男 役
- 警視庁特捜対策室 迷宮捜査の女（2015年1月21日、テレビ東京） - 会社員 役
- 民王（2015年、テレビ朝日） - 面接官 役
- プレミアムドラマ「忌野清志郎 トランジスタ・ラジオ 」（2015年5月3日、NHK BSプレミアム）
- 風の市兵衛（2018年、NHK総合） - 三枝吉 役